# Wat Chet Yot
Wat Chet Yot (thaï : วัดเจ็ดยอด, nom officiel : Wat Photharam Maha Wihan, thaï : วัดโพธารามมหาวิหาร)  est un temple du bouddhisme theravada Thaïlandais situé à Chiang Mai, Province de Chiang Mai dans le Nord-Ouest de la Thaïlande. Il a été fondé il y a plus de 500 ans.
C'est un centre de pèlerinage en particulier pour les personnes nées l'année du serpent.

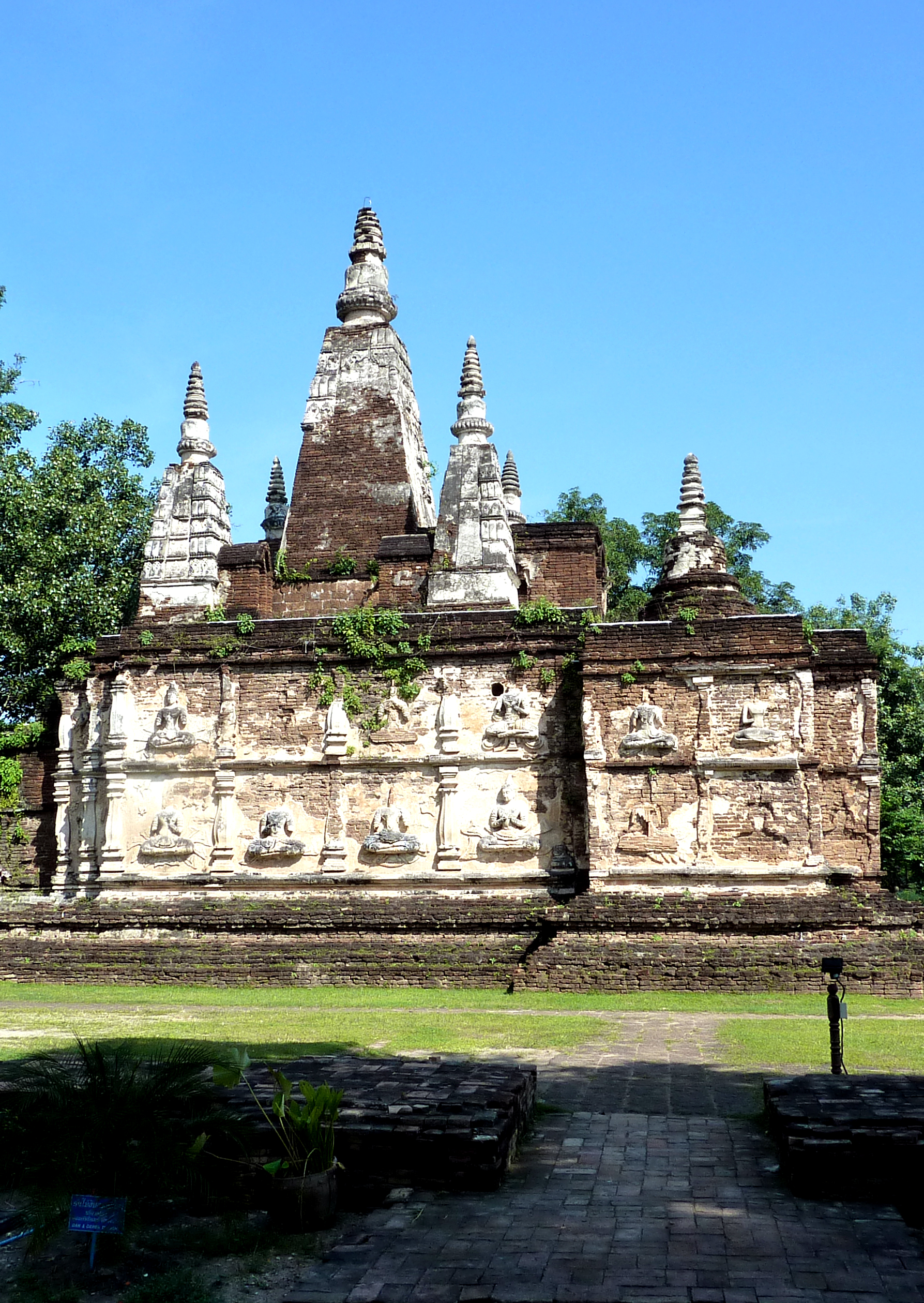
bâtiment suivant la structure du temple des cinq pagodes